# Erik Mykland
Erik Mykland (Risør, 21 luglio 1971) è un allenatore di calcio ed ex calciatore norvegese, di ruolo centrocampista, tecnico dello Start II.
Soprannominato Myggen (in italiano, zanzara), partecipò con la sua Nazionale a due edizioni dei mondiali — Stati Uniti 1994 e Francia 1998 — ed è ricordato anche per il suo stile di vita controverso. In carriera, vinse per una volta il premio Kniksen.

## Biografia
Il suo stile di vita stravagante gli causò grossi problemi.
Il 2 settembre 2008 fu accusato di possesso di cocaina e di aver avuto un ruolo chiave nello spaccio di droga nella contea di Romerike. Il giocatore dichiarò di non aver fatto però uso di droghe dal 2006. In seguito alla vicenda, il calciatore fu condannato ad eseguire lavori socialmente utili.

## Caratteristiche tecniche
Mykland è considerato uno dei calciatori norvegesi più talentuosi di sempre. Giocatore estremamente dotato dal punto di vista tecnico, sebbene non fosse un goleador riusciva ad essere pericoloso in fase offensiva, creando occasioni da gol per i suoi compagni.

## Carriera

### Club

#### Gli esordi e l'affermazione
Mykland era considerato un grande talento del calcio norvegese. Si trasferì così al Bryne, dove però soffrì di nostalgia della sua Risør, che lo portò a lasciare il club dopo un solo anno. Ebbe una seconda possibilità con un altro club: lo Start. Poté allora esordire nella massima divisione norvegese il 30 luglio 1989, quando fu titolare nel pareggio per 2-2 contro il Vålerengen. Il 13 agosto dello stesso anno, realizzò una rete nel pareggio per 2-2 contro il Molde. Diventò rapidamente una delle stelle dello Start.
Nel campionato 1991 contribuì al terzo posto finale della squadra. Rimase per anni allo Start, giocando sempre da titolare. Nel 1992 e nel 1994 fu nominato miglior centrocampista dell'Eliteserien. Nel 1995 passò in prestito agli olandesi dell'Utrecht, con opzione per un acquisto a titolo definitivo. Mykland ebbe però poco spazio in squadra e tornò così allo Start a fine stagione. Nell'estate 1995, Mykland si ritrovò fuori forma e balzò agli onori delle cronache perché fu ritrovato ubriaco pochi giorni prima di una partita. Contemporaneamente, la sua squadra cedette i migliori calciatori e, benché Mykland stesse tornando in forma, non riuscì ad evitare la retrocessione al termine dell'Eliteserien 1996.

#### Le esperienze all'estero
Mykland lasciò allora lo Start nell'estate 1996, accordandosi con gli austriaci del Linz. Diventò un calciatore importante della squadra.
A fine stagione, fu acquistato dai greci del Panathīnaïkos, dove s'impose rapidamente come titolare. Nel campionato 1998-1999 fornì delle prestazioni eccellenti. Nel 2000, ricevette il premio Kniksen.
Nel 2000 fu acquistato dai tedeschi del Monaco 1860. Il debutto nella Bundesliga fu datato 12 agosto, quando fu titolare nel pareggio per 2-2 contro l'Amburgo. Il 6 dicembre 2000, nel corso di un incontro valido per la Coppa UEFA 2000-2001 contro il Parma, Mykland commise un fallo di mano volontario sulla linea di porta, per evitare la rete di Alain Boghossian: il norvegese fu così espulso. Lasciò la squadra a gennaio 2002, a causa dei contrasti con l'allenatore Peter Pacult. Mykland diede del "codardo" a Pacult, dopo una sostituzione nel corso di un incontro, e dichiarò di non voler più vedere la sua faccia, portando l'allenatore alla scelta di non utilizzarlo più.
Il centrocampista passò allora ai danesi del Copenaghen. Mykland dichiarò che il club gli fu consigliato dal connazionale Ståle Solbakken, ex calciatore del club. Esordì nella Superliga il 3 marzo 2002, nel pareggio a reti inviolate contro lo Aarhus. Nel 2003 fu ritrovato ubriaco fuori da un nightclub di Copenaghen, il Rust, mentre sfidava i passanti a braccio di ferro. Giocò soltanto sporadicamente nel campionato 2003-2004, a causa degli infortuni, e a fine stagione il contratto non gli fu rinnovato. Poco dopo, annunciò il suo ritiro.

#### Il ritorno al calcio giocato
Il 9 luglio 2008, Mykland annunciò il suo ritorno al calcio giocato, accordandosi con lo Start, all'epoca militante in 1. divisjon. Il 5 ottobre dello stesso anno tornò ufficialmente in campo, quando sostituì Geir Ludvig Fevang nel successo per 5-1 sul Sandnes Ulf, nel corso dell'ultima gara del campionato 2006, nel corso del quale lo Start guadagnò la promozione. A giugno 2009, dopo 9 incontri disputati per lo Start, annunciò nuovamente il ritiro, ammettendo di non poter raggiungere più i suoi standard.
Cambiò però nuovamente idea, accordandosi con il Drammen. Si ritirò nuovamente pochi mesi dopo. Nel 2012 tornò a giocare a calcio nel Risør, ricoprendo al contempo il ruolo di allenatore della squadra.

### Nazionale

#### Nella Nazionale Under-21
Mykland giocò 15 partite per la Norvegia under 21. Esordì in squadra il 3 aprile 1990, nel successo per 2-0 sulla Svizzera under 21. Fu tra i protagonisti del successo per 6-0 sull'Italia under 21, risultando il migliore in campo della sfida.

#### Verso il Mondiale 1994
Il debutto di Mykland nella Nazionale maggiore avvenne quando Egil Olsen fu nominato commissario tecnico. Olsen, infatti, inserì in squadra diversi giovani talenti, tra i quali proprio Mykland. Il primo incontro fu datato 7 novembre 1990, quando subentrò a Roger Nilsen nella vittoria in amichevole contro la Tunisia, con il punteggio di 3-1. Tornò a giocare nell'Under-21 dopo quest'apparizioni, ma rientrò nel giro della Nazionale in pianta stabile a partire dagli inizi del 1992, in occasione dell'amichevole contro Bermuda. Il 9 settembre dello stesso anno, segnò la prima rete, contribuendo al successo per 10-0 su San Marino, agli inizi delle qualificazioni per il Mondiale 1994. Il 5 giugno 1994 ricevette il Gullklokka, per la 25ª apparizione in Nazionale, in occasione dell'amichevole contro la Svezia.
La selezione scandinava raggiunse la qualificazione al campionato del mondo 1994. Mykland fu titolare in tutte le tre sfide disputate dalla Norvegia (contro Messico, Italia e Irlanda), che terminò la fase a gironi a 4 punti e fu eliminata per la classifica avulsa.

#### I primi problemi ed il Mondiale 1998
Contemporaneamente alla crisi vissuta da Mykland allo Start, il centrocampista perse il posto in Nazionale. Egil Olsen criticò pubblicamente il calciatore, per via della sua abitudine di fumare. Il calciatore replicò, in un'intervista, di essere un calciatore e non un atleta, ricevendo così altre critiche. Una volta riconquistata la forma, comunque, Mykland riconquistò un posto nella Norvegia.
La squadra raggiunse la qualificazione anche per il campionato del mondo 1998, dove fu sorteggiata nel girone con Brasile, Marocco e Scozia. Proprio prima della sfida contro gli scozzesi, la seconda in calendario, Mykland ed il compagno di squadra Henning Berg furono ritrovati in un nightclub francese a tarda notte, nonostante dovessero trovarsi in ritiro a dormire. I due negarono di aver bevuto. La Norvegia si qualificò comunque agli ottavi di finale della competizione, venendo però eliminata dall'Italia.
Concluso il Mondiale, allora, Mykland annunciò il suo ritiro dalla Nazionale. Motivò la decisione dichiarando di essere stanco di essere seguito costantemente dai giornalisti, che lo trattavano come un bambino.

#### Il rientro in Nazionale e gli Europei 2000
Sette mesi dopo l'annuncio del ritiro dalle competizioni internazionali, Mykland fu convinto dal nuovo commissario tecnico Nils Johan Semb a tornare sui suoi passi. Fu un giocatore chiave della formazione che si qualificò al campionato d'Europa 2000. Questo torneo fu negativo per la Norvegia, che non superò la fase a gironi, ma il centrocampista fu comunque il miglior elemento della sua squadra, riuscendo a dimostrare il suo talento anche in una competizione così importante. Fu premiato come migliore in campo sia nella sfida contro la Spagna e la Slovenia.
Giocò altri 3 incontri per la Norvegia, prima di annunciare il suo ritiro definitivo dalla Nazionale. In concomitanza con questo evento, uscì la sua autobiografia in cui rivelò dei dettagli sul campionato europeo della Norvegia e criticò l'idea di gioco della selezione scandinava. Questo interruppe definitivamente i suoi rapporti con la Nazionale. Totalizzò 78 apparizioni e 2 reti.

## Statistiche

### Presenze e reti nei club
| Stagione             | Club                 | Campionato           | Campionato | Campionato | Coppe nazionali | Coppe nazionali | Coppe nazionali | Coppe continentali | Coppe continentali | Coppe continentali | Supercoppe | Supercoppe | Supercoppe | Totale | Totale |
| Stagione             | Club                 | Comp                 | Pres       | Reti       | Comp            | Pres            | Reti            | Comp               | Pres               | Reti               | Comp       | Pres       | Reti       | Pres   | Reti   |
| -------------------- | -------------------- | -------------------- | ---------- | ---------- | --------------- | --------------- | --------------- | ------------------ | ------------------ | ------------------ | ---------- | ---------- | ---------- | ------ | ------ |
| 1989                 | Bryne                | 2D                   | 17         | 1          | CN              | ?               | ?               | -                  | -                  | -                  | -          | -          | -          | ?      | ?      |
| 1989                 | Start                | 1D                   | 9          | 1          | CN              | ?               | ?               | -                  | -                  | -                  | -          | -          | -          | ?      | ?      |
| 1990                 | Start                | 1D                   | 22         | 1          | CN              | ?               | ?               | -                  | -                  | -                  | -          | -          | -          | ?      | ?      |
| 1991                 | Start                | ES                   | 22         | 2          | CN              | ?               | ?               | -                  | -                  | -                  | -          | -          | -          | ?      | ?      |
| 1992                 | Start                | ES                   | 21         | 1          | CN              | ?               | ?               | -                  | -                  | -                  | -          | -          | -          | ?      | ?      |
| 1993                 | Start                | ES                   | 22         | 3          | CN              | ?               | ?               | -                  | -                  | -                  | -          | -          | -          | ?      | ?      |
| 1994                 | Start                | ES                   | 20         | 3          | CN              | ?               | ?               | -                  | -                  | -                  | -          | -          | -          | ?      | ?      |
| gen.-giu. 1995       | Utrecht              | ED                   | 9          | 0          | CO              | ?               | ?               | -                  | -                  | -                  | -          | -          | -          | ?      | ?      |
| 1995                 | Start                | ES                   | 25         | 0          | CN              | ?               | ?               | -                  | -                  | -                  | -          | -          | -          | ?      | ?      |
| apr.-lug. 1996       | Start                | ES                   | 18         | 0          | CN              | ?               | ?               | -                  | -                  | -                  | -          | -          | -          | ?      | ?      |
| 1996-1997            | Linz                 | BL                   | 28         | 0          | OFB             | ?               | ?               | -                  | -                  | -                  | -          | -          | -          | ?      | ?      |
| 1997-1998            | Panathīnaïkos        | AE                   | 28         | 2          | CG              | ?               | ?               | -                  | -                  | -                  | -          | -          | -          | ?      | ?      |
| 1998-1999            | Panathīnaïkos        | AE                   | 21         | 0          | CG              | ?               | ?               | -                  | -                  | -                  | -          | -          | -          | ?      | ?      |
| 1999-2000            | Panathīnaïkos        | AE                   | 22         | 1          | CG              | ?               | ?               | -                  | -                  | -                  | -          | -          | -          | ?      | ?      |
| Totale Panathinaikos | Totale Panathinaikos | Totale Panathinaikos | 71         | 3          |                 | ?               | ?               |                    | ?                  | ?                  |            | -          | -          | ?      | ?      |
| 2000-2001            | Monaco 1860          | BL                   | 21         | 0          | CG              | ?               | ?               | CU                 | ?                  | ?                  | -          | -          | -          | ?      | ?      |
| 2001-gen. 2002       | Monaco 1860          | BL                   | 5          | 0          | CG              | ?               | ?               | -                  | -                  | -                  | -          | -          | -          | ?      | ?      |
| Totale Monaco 1860   | Totale Monaco 1860   | Totale Monaco 1860   | 26         | 0          |                 | ?               | ?               |                    | ?                  | ?                  |            | -          | -          | 26     | 0      |
| gen.-giu. 2002       | Copenaghen           | SL                   | 13         | 1          | CD              | ?               | ?               | -                  | -                  | -                  | -          | -          | -          | ?      | ?      |
| 2002-2003            | Copenaghen           | SL                   | 29         | 0          | CD              | ?               | ?               | -                  | -                  | -                  | -          | -          | -          | ?      | ?      |
| 2003-2004            | Copenaghen           | SL                   | 9          | 0          | CD              | ?               | ?               | -                  | -                  | -                  | -          | -          | -          | ?      | ?      |
| Totale Copenaghen    | Totale Copenaghen    | Totale Copenaghen    | 51         | 1          |                 | ?               | ?               |                    | ?                  | ?                  |            | -          | -          | 26     | 0      |
| 2008                 | Start                | 1D                   | 1          | 0          | CN              | 0               | 0               | -                  | -                  | -                  | -          | -          | -          | 1      | 0      |
| 2009                 | Start                | ES                   | 8          | 0          | CN              | 1               | 0               | -                  | -                  | -                  | -          | -          | -          | 9      | 0      |
| Totale Start         | Totale Start         | Totale Start         | 168        | 11         |                 | ?               | ?               |                    | ?                  | ?                  |            | -          | -          | ?      | ?      |
| 2009                 | Drammen              | 2D                   | 1          | 0          | CN              | 0               | 0               | -                  | -                  | -                  | -          | -          | -          | 1      | 0      |
| 2012                 | Risør                | 5D                   | ?          | ?          | CN              | ?               | ?               | -                  | -                  | -                  | -          | -          | -          | ?      | ?      |
| 2013                 | Risør                | 5D                   | ?          | ?          | CN              | ?               | ?               | -                  | -                  | -                  | -          | -          | -          | ?      | ?      |
| Totale Risør         | Totale Risør         | Totale Risør         | ?          | ?          |                 | ?               | ?               |                    | -                  | -                  |            | -          | -          | ?      | ?      |
| Totale               | Totale               | Totale               | 370        | 16         |                 | ?               | ?               |                    | ?                  | ?                  |            | -          | -          | ?      | ?      |

### Cronologia presenze e reti in Nazionale
| Cronologia completa delle presenze e delle reti in nazionale ― Norvegia | Cronologia completa delle presenze e delle reti in nazionale ― Norvegia | Cronologia completa delle presenze e delle reti in nazionale ― Norvegia | Cronologia completa delle presenze e delle reti in nazionale ― Norvegia | Cronologia completa delle presenze e delle reti in nazionale ― Norvegia | Cronologia completa delle presenze e delle reti in nazionale ― Norvegia | Cronologia completa delle presenze e delle reti in nazionale ― Norvegia | Cronologia completa delle presenze e delle reti in nazionale ― Norvegia |
| Data                                                                    | Città                                                                   | In casa                                                                 | Risultato                                                               | Ospiti                                                                  | Competizione                                                            | Reti                                                                    | Note                                                                    |
| ----------------------------------------------------------------------- | ----------------------------------------------------------------------- | ----------------------------------------------------------------------- | ----------------------------------------------------------------------- | ----------------------------------------------------------------------- | ----------------------------------------------------------------------- | ----------------------------------------------------------------------- | ----------------------------------------------------------------------- |
| 7-11-1990                                                               | Biserta                                                                 | Tunisia                                                                 | 1 – 3                                                                   | Norvegia                                                                | Amichevole                                                              | -                                                                       |                                                                         |
| 4-2-1992                                                                | Hamilton                                                                | Bermuda                                                                 | 1 – 3                                                                   | Norvegia                                                                | Amichevole                                                              | -                                                                       |                                                                         |
| 29-4-1992                                                               | Aarhus                                                                  | Danimarca                                                               | 1 – 0                                                                   | Norvegia                                                                | Amichevole                                                              | -                                                                       |                                                                         |
| 13-5-1992                                                               | Oslo                                                                    | Norvegia                                                                | 2 – 0                                                                   | Fær Øer                                                                 | Amichevole                                                              | -                                                                       |                                                                         |
| 3-6-1992                                                                | Oslo                                                                    | Norvegia                                                                | 0 – 0                                                                   | Scozia                                                                  | Amichevole                                                              | -                                                                       |                                                                         |
| 26-8-1992                                                               | Oslo                                                                    | Norvegia                                                                | 2 – 2                                                                   | Svezia                                                                  | Amichevole                                                              | -                                                                       |                                                                         |
| 9-9-1992                                                                | Oslo                                                                    | Norvegia                                                                | 10 – 0                                                                  | San Marino                                                              | Qual. Mondiali 1994                                                     | 1                                                                       |                                                                         |
| 23-9-1992                                                               | Oslo                                                                    | Norvegia                                                                | 2 – 1                                                                   | Paesi Bassi                                                             | Qual. Mondiali 1994                                                     | -                                                                       |                                                                         |
| 7-10-1992                                                               | Serravalle                                                              | San Marino                                                              | 0 – 2                                                                   | Norvegia                                                                | Qual. Mondiali 1994                                                     | -                                                                       |                                                                         |
| 14-10-1992                                                              | Londra                                                                  | Inghilterra                                                             | 1 – 1                                                                   | Norvegia                                                                | Qual. Mondiali 1994                                                     | -                                                                       |                                                                         |
| 2-12-1992                                                               | Canton                                                                  | Cina                                                                    | 2 – 1                                                                   | Norvegia                                                                | Amichevole                                                              | -                                                                       |                                                                         |
| 12-2-1993                                                               | Faro                                                                    | Portogallo                                                              | 1 – 1                                                                   | Norvegia                                                                | Amichevole                                                              | -                                                                       |                                                                         |
| 30-3-1993                                                               | Doha                                                                    | Qatar                                                                   | 1 – 6                                                                   | Norvegia                                                                | Amichevole                                                              | -                                                                       |                                                                         |
| 28-4-1993                                                               | Oslo                                                                    | Norvegia                                                                | 3 – 1                                                                   | Turchia                                                                 | Qual. Mondiali 1994                                                     | -                                                                       |                                                                         |
| 2-6-1993                                                                | Oslo                                                                    | Norvegia                                                                | 2 – 0                                                                   | Inghilterra                                                             | Qual. Mondiali 1994                                                     | -                                                                       |                                                                         |
| 9-6-1993                                                                | Rotterdam                                                               | Paesi Bassi                                                             | 0 – 0                                                                   | Norvegia                                                                | Qual. Mondiali 1994                                                     | -                                                                       |                                                                         |
| 11-8-1993                                                               | Toftir                                                                  | Fær Øer                                                                 | 0 – 7                                                                   | Norvegia                                                                | Amichevole                                                              | -                                                                       |                                                                         |
| 13-10-1993                                                              | Poznań                                                                  | Polonia                                                                 | 0 – 3                                                                   | Norvegia                                                                | Qual. Mondiali 1994                                                     | -                                                                       |                                                                         |
| 10-11-1993                                                              | Istanbul                                                                | Turchia                                                                 | 2 – 1                                                                   | Norvegia                                                                | Qual. Mondiali 1994                                                     | -                                                                       |                                                                         |
| 15-1-1994                                                               | Phoenix                                                                 | Stati Uniti                                                             | 2 – 1                                                                   | Norvegia                                                                | Amichevole                                                              | -                                                                       |                                                                         |
| 19-1-1994                                                               | San Diego                                                               | Norvegia                                                                | 0 – 0                                                                   | Costa Rica                                                              | Amichevole                                                              | -                                                                       |                                                                         |
| 9-3-1994                                                                | Cardiff                                                                 | Galles                                                                  | 1 – 3                                                                   | Norvegia                                                                | Amichevole                                                              | 1                                                                       |                                                                         |
| 20-4-1994                                                               | Oslo                                                                    | Norvegia                                                                | 0 – 0                                                                   | Portogallo                                                              | Amichevole                                                              | -                                                                       |                                                                         |
| 1-6-1994                                                                | Oslo                                                                    | Norvegia                                                                | 2 – 1                                                                   | Danimarca                                                               | Amichevole                                                              | -                                                                       |                                                                         |
| 5-6-1994                                                                | Stoccolma                                                               | Svezia                                                                  | 2 – 0                                                                   | Norvegia                                                                | Amichevole                                                              | -                                                                       |                                                                         |
| 19-6-1994                                                               | Washington                                                              | Norvegia                                                                | 1 – 0                                                                   | Messico                                                                 | Mondiali 1994 - 1º turno                                                | -                                                                       |                                                                         |
| 23-6-1994                                                               | New York                                                                | Norvegia                                                                | 0 – 1                                                                   | Italia                                                                  | Mondiali 1994 - 1º turno                                                | -                                                                       |                                                                         |
| 28-6-1994                                                               | New York                                                                | Norvegia                                                                | 0 – 0                                                                   | Irlanda                                                                 | Mondiali 1994 - 1º turno                                                | -                                                                       |                                                                         |
| 7-9-1994                                                                | Oslo                                                                    | Norvegia                                                                | 1 – 0                                                                   | Bielorussia                                                             | Qual. Euro 1996                                                         | -                                                                       |                                                                         |
| 12-10-1994                                                              | Oslo                                                                    | Norvegia                                                                | 1 – 1                                                                   | Paesi Bassi                                                             | Qual. Euro 1996                                                         | -                                                                       |                                                                         |
| 16-11-1994                                                              | Minsk                                                                   | Bielorussia                                                             | 0 – 4                                                                   | Norvegia                                                                | Qual. Euro 1996                                                         | -                                                                       |                                                                         |
| 14-12-1994                                                              | Ta' Qali                                                                | Malta                                                                   | 0 – 1                                                                   | Norvegia                                                                | Qual. Euro 1996                                                         | -                                                                       |                                                                         |
| 8-2-1995                                                                | Nicosia                                                                 | Cipro                                                                   | 0 – 2                                                                   | Norvegia                                                                | Qual. Euro 1996                                                         | -                                                                       |                                                                         |
| 7-6-1995                                                                | Oslo                                                                    | Norvegia                                                                | 2 – 0                                                                   | Malta                                                                   | Qual. Euro 1996                                                         | -                                                                       |                                                                         |
| 15-11-1995                                                              | Rotterdam                                                               | Paesi Bassi                                                             | 3 – 0                                                                   | Norvegia                                                                | Qual. Euro 1996                                                         | -                                                                       |                                                                         |
| 26-11-1995                                                              | Kingston                                                                | Giamaica                                                                | 1 – 1                                                                   | Norvegia                                                                | Amichevole                                                              | -                                                                       |                                                                         |
| 29-11-1995                                                              | Port of Spain                                                           | Trinidad e Tobago                                                       | 3 – 2                                                                   | Norvegia                                                                | Amichevole                                                              | -                                                                       |                                                                         |
| 1-9-1996                                                                | Oslo                                                                    | Norvegia                                                                | 1 – 0                                                                   | Georgia                                                                 | Amichevole                                                              | -                                                                       |                                                                         |
| 9-10-1996                                                               | Oslo                                                                    | Norvegia                                                                | 3 – 0                                                                   | Ungheria                                                                | Qual. Mondiali 1998                                                     | -                                                                       |                                                                         |
| 10-11-1996                                                              | Berna                                                                   | Svizzera                                                                | 0 – 1                                                                   | Norvegia                                                                | Qual. Mondiali 1998                                                     | -                                                                       |                                                                         |
| 18-1-1997                                                               | Melbourne                                                               | Norvegia                                                                | 0 – 1                                                                   | Corea del Sud                                                           | Amichevole                                                              | -                                                                       | cap.                                                                    |
| 22-1-1997                                                               | Brisbane                                                                | Norvegia                                                                | 3 – 0                                                                   | Nuova Zelanda                                                           | Amichevole                                                              | -                                                                       |                                                                         |
| 25-1-1997                                                               | Sydney                                                                  | Australia                                                               | 1 – 0                                                                   | Norvegia                                                                | Amichevole                                                              | -                                                                       |                                                                         |
| 30-4-1997                                                               | Oslo                                                                    | Norvegia                                                                | 1 – 1                                                                   | Finlandia                                                               | Qual. Mondiali 1998                                                     | -                                                                       |                                                                         |
| 30-5-1997                                                               | Oslo                                                                    | Norvegia                                                                | 4 – 2                                                                   | Brasile                                                                 | Amichevole                                                              | -                                                                       |                                                                         |
| 8-6-1997                                                                | Budapest                                                                | Ungheria                                                                | 1 – 1                                                                   | Norvegia                                                                | Qual. Mondiali 1998                                                     | -                                                                       |                                                                         |
| 20-7-1997                                                               | Reykjavík                                                               | Islanda                                                                 | 0 – 1                                                                   | Norvegia                                                                | Amichevole                                                              | -                                                                       |                                                                         |
| 20-8-1997                                                               | Helsinki                                                                | Finlandia                                                               | 0 – 4                                                                   | Norvegia                                                                | Qual. Mondiali 1998                                                     | -                                                                       |                                                                         |
| 6-9-1997                                                                | Oslo                                                                    | Norvegia                                                                | 1 – 0                                                                   | Azerbaigian                                                             | Qual. Mondiali 1998                                                     | -                                                                       |                                                                         |
| 8-10-1997                                                               | Oslo                                                                    | Norvegia                                                                | 0 – 0                                                                   | Colombia                                                                | Amichevole                                                              | -                                                                       |                                                                         |
| 25-2-1998                                                               | Marsiglia                                                               | Francia                                                                 | 3 – 3                                                                   | Norvegia                                                                | Amichevole                                                              | -                                                                       |                                                                         |
| 25-3-1998                                                               | Bruxelles                                                               | Belgio                                                                  | 2 – 2                                                                   | Norvegia                                                                | Amichevole                                                              | -                                                                       |                                                                         |
| 20-5-1998                                                               | Oslo                                                                    | Norvegia                                                                | 5 – 2                                                                   | Messico                                                                 | Amichevole                                                              | -                                                                       |                                                                         |
| 27-5-1998                                                               | Molde                                                                   | Norvegia                                                                | 6 – 0                                                                   | Arabia Saudita                                                          | Amichevole                                                              | -                                                                       |                                                                         |
| 10-6-1998                                                               | Montpellier                                                             | Norvegia                                                                | 2 – 2                                                                   | Marocco                                                                 | Mondiali 1998 - 1º turno                                                | -                                                                       |                                                                         |
| 23-6-1998                                                               | Marsiglia                                                               | Norvegia                                                                | 2 – 1                                                                   | Brasile                                                                 | Mondiali 1998 - 1º turno                                                | -                                                                       |                                                                         |
| 27-6-1998                                                               | Marsiglia                                                               | Norvegia                                                                | 0 – 1                                                                   | Italia                                                                  | Mondiali 1998 - Ottavi di finale                                        | -                                                                       |                                                                         |
| 10-2-1999                                                               | Pisa                                                                    | Italia                                                                  | 0 – 0                                                                   | Norvegia                                                                | Amichevole                                                              | -                                                                       |                                                                         |
| 27-3-1999                                                               | Atene                                                                   | Grecia                                                                  | 0 – 2                                                                   | Norvegia                                                                | Qual. Euro 2000                                                         | -                                                                       |                                                                         |
| 28-4-1999                                                               | Tbilisi                                                                 | Georgia                                                                 | 1 – 4                                                                   | Norvegia                                                                | Qual. Euro 2000                                                         | -                                                                       |                                                                         |
| 30-5-1999                                                               | Oslo                                                                    | Norvegia                                                                | 1 – 0                                                                   | Georgia                                                                 | Qual. Euro 2000                                                         | -                                                                       |                                                                         |
| 5-6-1999                                                                | Tirana                                                                  | Albania                                                                 | 1 – 2                                                                   | Norvegia                                                                | Qual. Euro 2000                                                         | -                                                                       |                                                                         |
| 18-8-1999                                                               | Oslo                                                                    | Norvegia                                                                | 1 – 0                                                                   | Lituania                                                                | Amichevole                                                              | -                                                                       |                                                                         |
| 4-9-1999                                                                | Oslo                                                                    | Norvegia                                                                | 1 – 0                                                                   | Grecia                                                                  | Qual. Euro 2000                                                         | -                                                                       |                                                                         |
| 8-9-1999                                                                | Oslo                                                                    | Norvegia                                                                | 4 – 0                                                                   | Slovenia                                                                | Qual. Euro 2000                                                         | -                                                                       |                                                                         |
| 9-10-1999                                                               | Riga                                                                    | Lettonia                                                                | 1 – 2                                                                   | Norvegia                                                                | Qual. Euro 2000                                                         | -                                                                       |                                                                         |
| 14-11-1999                                                              | Oslo                                                                    | Norvegia                                                                | 0 – 1                                                                   | Germania                                                                | Amichevole                                                              | -                                                                       |                                                                         |
| 23-2-2000                                                               | Istanbul                                                                | Turchia                                                                 | 0 – 2                                                                   | Norvegia                                                                | Amichevole                                                              | -                                                                       |                                                                         |
| 29-3-2000                                                               | Lugano                                                                  | Svizzera                                                                | 2 – 2                                                                   | Norvegia                                                                | Amichevole                                                              | -                                                                       |                                                                         |
| 26-4-2000                                                               | Oslo                                                                    | Norvegia                                                                | 0 – 2                                                                   | Belgio                                                                  | Amichevole                                                              | -                                                                       |                                                                         |
| 27-5-2000                                                               | Oslo                                                                    | Norvegia                                                                | 2 – 0                                                                   | Slovacchia                                                              | Amichevole                                                              | -                                                                       |                                                                         |
| 3-6-2000                                                                | Oslo                                                                    | Norvegia                                                                | 1 – 0                                                                   | Italia                                                                  | Amichevole                                                              | -                                                                       | cap.                                                                    |
| 13-6-2000                                                               | Rotterdam                                                               | Spagna                                                                  | 0 – 1                                                                   | Norvegia                                                                | Euro 2000 - 1º Turno                                                    | -                                                                       |                                                                         |
| 19-6-2000                                                               | Liegi                                                                   | Jugoslavia                                                              | 1 – 0                                                                   | Norvegia                                                                | Euro 2000 - 1º Turno                                                    | -                                                                       |                                                                         |
| 21-6-2000                                                               | Arnhem                                                                  | Slovenia                                                                | 0 – 0                                                                   | Norvegia                                                                | Euro 2000 - 1º Turno                                                    | -                                                                       |                                                                         |
| 2-9-2000                                                                | Oslo                                                                    | Norvegia                                                                | 0 – 0                                                                   | Armenia                                                                 | Qual. Mondiali 2002                                                     | -                                                                       |                                                                         |
| 7-10-2000                                                               | Cardiff                                                                 | Galles                                                                  | 1 – 1                                                                   | Norvegia                                                                | Qual. Mondiali 2002                                                     | -                                                                       |                                                                         |
| 11-10-2000                                                              | Oslo                                                                    | Norvegia                                                                | 0 – 1                                                                   | Ucraina                                                                 | Qual. Mondiali 2002                                                     | -                                                                       |                                                                         |
| Totale                                                                  |                                                                         | Presenze                                                                | 78                                                                      |                                                                         | Reti                                                                    | 2                                                                       |                                                                         |

## Palmarès

### Club
- Campionato danese: 2

Copenaghen: 2002-2003, 2003-2004
- Coppa di Danimarca: 1

Copenaghen: 2003-2004

### Individuale
- Centrocampista dell'anno del campionato norvegese: 2

1992, 1994
- Giocatore norvegese dell'anno: 1

2000